# Rueda del Almirante
Rueda del Almirante es una localidad española de la provincia de León (comunidad autónoma de Castilla y León). Pertenece al municipio de Gradefes.
Tiene una población de 31 habitantes, 13 varones y 18 mujeres (INE 2010).

## Fiestas
- Patronal, Octava del Corpus, fiesta de agosto y marzas

## Historia
Castro Rueda o Roda fue repoblada por Alfonso IX, llegando a haber en ella tres iglesias y un recinto amurallado con guarnición permanente. En el Tratado de Valladolid (27 de junio de 1209) Alfonso IX cedió a Doña Berenguela el señorío de Rueda.

## Enlaces
- Wikimedia Commons alberga una categoría multimedia sobre Rueda del Almirante.
- Historia de Rueda del Almirante